# 克里斯·凡斯
喬治·克里斯多福·凡斯（英語：George Christopher Vance，1971年12月30日—）是一名英格蘭男演員。知名於FOX電視劇《心灵医师》（2009年）中的傑克·蓋拉格爾（Jack Gallagher），以及《越獄風雲》（2007年至2008年）的詹姆斯·魏斯勒（James Whistler）。2012年至2014年主演电视剧《非常人贩》的弗兰克·马丁（Frank Martin） 。

## 外部連結
- 克里斯·凡斯在互联网电影资料库（IMDb）上的資料（英文）